# 特種部隊 (2003年電影)
《特種部隊》（英語：Basic）是一部2003年美國和德國合拍的懸疑動作驚悚片，由約翰·麥提南執導，詹姆斯·范德比爾特編劇，約翰·屈伏塔、康妮·尼爾森和山繆·傑克森主演；本片是屈伏塔和傑克森繼1994年電影《黑色追緝令》後的第二次合作。故事講述一名美國緝毒局探員解開了一次失敗的演習之謎，該演習導致多名陸軍遊騎兵學員及其教練死亡。
《特種部隊》2003年3月28日在美國上映，德國於2003年9月11日上映；其過份複雜的情節受到影評界批評。電影全球票房僅為4280萬美元，對比5000萬美元的預算可謂票房炸彈。

## 劇情
有一群由內森·衛斯軍士長帶領的陸軍遊騎兵小隊原本在巴拿馬叢林進行實彈演習，可是在十個小時後卻突然失聯，於是巴拿馬美軍基地指揮官比爾.史岱上校帶隊前往撤離點找人，卻發現到小隊中的雷·鄧巴中士揹著受傷的李維.肯德爾少尉前往撤離點時正被另一名隊員穆勒中士追殺，鄧巴為了自衛而將穆勒射殺，隨後鄧巴被帶去質詢，而肯德爾被送去治療。基地中唯一個憲兵調查員朱蒂亞·奧斯本上尉奉命調查此案，但鄧巴堅決不透露一個字並在一張紙上寫了只跟非本基地的遊騎兵交談，還在上面畫了一個"8"。史岱無奈只能請來他的老朋友湯姆·哈迪前來調查，且讓奧斯本偕同哈迪調查，但因為不能公開有平民參與因此奧斯朋能獨領功勞。哈迪是一名涉嫌收賄而被美國緝毒局停職的探員，他曾經是遊騎兵的成員，退役前也是優秀的調查員，即便哈迪聲稱自己沒收賄，但奧斯本對聲名狼藉的他的到來感到不愉快。
兩人來到鄧巴面前再次審訊時哈迪用套話的方式讓鄧巴透露不少訊息，衛斯是基地中讓人聞風喪膽的魔鬼教官，如衛斯特別喜歡針對一名剛加入的成員傑·派克，讓派克對衛斯恨之入骨，這對曾在衛斯底下受訓的哈迪深有同感，因為他也曾被衛斯虐待過。而其他的小隊的成員依然下落不明，鄧巴只表示其餘的成員卡斯楚、努涅斯、派克和衛斯已經陣亡，其後不願意再多談。接著兩人趕到醫院與剛甦醒的肯德爾審訊，肯德爾透露他父親是參謀長聯席會議將軍，因父親不喜歡他是同性戀於是故意派遣他來到衛斯底下受訓，而痛恨同性戀的衛斯打算以「訓練事故」來謀害肯德爾。在受訓期間衛斯突然被信號彈燒死，派克承認是自己殺了衛斯後被眾人綑綁起來，期間派克策反鄧巴時被肯德爾即時發現而發生交火，其餘隊員而全部罹難。鄧巴聽到這些證詞後立即反駁肯德爾的指控，他拿出證據並說明其實是衛斯發現到凱斯楚和穆勒在服用違禁藥物，於是穆勒偷拿派克的信號彈來使用並槍殺了衛斯，然後嫁禍給派克，派克否認了並指控穆勒其實是殺害衛斯的真兇，於是隨後發生混戰。鄧巴表示這些藥物全部都是基地軍醫彼得.維爾默提供的，他還偽造了尿液測試，由於維爾默曾與哈迪同期服役，又是奧斯本的前男友，兩人來到維爾默面前奧斯本打斷維爾默的鼻樑讓他說出一切，維爾默才坦承自己的罪刑並表示肯德爾也有份參與。
奧斯本和哈迪如實上報給史岱，史岱因肯德爾的身份立場則命令兩人不准再質詢肯德爾，他們卻抗命並再次審問肯德爾，指控他為了自保陷害鄧巴，但他突然開始吐血而死，死前他用自己的血在奧斯本的手上謝了一個「8」。史岱趕來得知肯德爾死訊和奧斯本抗命後將奧斯本停職並讓哈迪離開。奧斯本發覺到肯德爾和鄧巴寫的"8"應該有所關聯並打算自己獨自調查，哈迪則坦言肯岱曾對他提過關於巴拿馬的一群由前遊騎兵組成的「特戰狂八號」謠言，他們以前在衛斯特手下受訓，後來叛變並成為毒販。奧斯本對哈迪隱瞞事實感到十分不滿，兩人一度差點大打出手。
此時來自華盛頓的美國陸軍刑事調查司令部派遣的運輸機抵達將維爾默和鄧巴帶走。兩人扣押維爾默的時維爾默無意中透露「鄧巴」實際上是名黑人，而他們審訊的人則是派克，哈迪和奧斯本在飛機起飛前即時將派克從飛機上帶回重新審訊，派克這才說出真相：衛斯發現基地有人在進行走私古柯鹼。本來事發前一周就打算上報給史岱，但他與隊員對峙並要將他們交給當局，除了派克外其他隊員都想將衛斯滅口，於是雙方發生交戰，衛斯和其他學員被殺。派克因為有使用禁藥不想惹麻煩於是拿走了鄧巴的狗牌將肯德爾帶到了撤離點。然後他給了哈迪、奧斯本和史岱一個箱子的編號，裡面存放維爾默窩藏的古柯鹼。哈迪總覺得事情不對勁，於是私底下與史岱會面時用套話的方式讓史岱無意間透露他是運毒幕後主使和毒殺肯德爾的兇手，史岱原本打算賄賂哈迪且趁他猶豫不決時將其滅口，但史岱卻被一旁偷聽的奧斯本射殺。
兩人被軍方錄完口供結後哈迪與奧斯本告別時，奧斯本因哈迪的一句話開始懷疑湯姆有可能涉案。當她看到派克偷偷溜進哈迪的車時證實了她的猜測。她跟著他們進入巴拿馬城後看見哈迪和派克進入一家上面掛著一個大8號球的酒吧。奧斯本進去後並拿槍指向湯姆並指責他與維爾默、史岱是特戰狂八號的人，而哈迪曾經講過他痛恨衛斯，因此認定哈迪謀畫了一切，先鏟除維爾默與史岱兩個自己人並趁機殺害了衛斯。哈迪承認自己對販毒一事全部知情，但衛斯與其他本來已經死去的小隊成員一一出現後，哈迪與衛斯等人才與奧斯本講出整件事的前因後果。
真正的特戰狂八號是由依然在軍中服役的湯姆哈迪上校所創立專門進行隱蔽行動的緝毒特種部隊，而在場的人員皆為小隊成員，他與小隊的身份和叛變部隊的謠言全部都是用來矇騙毒販的手法。哈迪發現巴拿馬基地有人運毒，於是派遣小隊成員假裝給衛斯受訓，然後請衛斯協同調查。眾人發現肯德爾、穆勒和維爾默都有涉入其中，衛斯不知道史岱是幕後主使所以就將調查結果如實上報，但史岱不但不受理反而派遣穆勒和肯德爾在受訓間暗中將衛斯滅口。衛斯得知後與特戰狂眾人合演一場戲矇騙肯德爾和穆勒，眾人先假死然後再將衛斯調入哈迪的部隊，而哈迪則是被小隊請來暗中調查證實史岱和維爾默是否涉案。
哈迪等人十分賞識奧斯本的出色表現，因此打算招募她並給她一份工作。

## 演員
- 約翰·屈伏塔飾演緝毒局探員湯姆·哈迪
- 康妮·尼爾森飾演茱莉亞·奧斯本上尉
- 山繆·傑克森飾演奈森·韋斯特中士
- 乔瓦尼·瑞比西飾演李維·肯德爾少尉
- 布萊恩·范·霍特飾演雷·鄧巴中士
- 泰·迪哥斯飾演傑·派克
- 克斯汀·戴·拉·芬特飾演卡斯特羅
- 達什·米霍克飾演穆勒中士
- 提姆·達利飾演比爾·斯泰爾斯上校
- 罗塞莉·桑切斯飾演努涅斯
- 小亨利·康尼克飾演彼得·維爾默醫生

## 反響

### 票房
在美國和加拿大，《特種部隊》首映週末收入為1150萬美元，上映結束時，該片在美國本土總票房收入為2679萬美元；本片的全球票房總計4280萬美元，以賠本作收。

### 評價
《特種部隊》在影評界負評居多。在爛番茄上，電影基於143條評論，好評度僅21%，平均得分4.5／10。該網站共識：「《特種部隊》的峰迴路轉淪落於毫無複雜的必要，以至於觀眾最終失去了興趣。」電影在Metacritic上根據33名影評人的評分，獲得34分（滿分100分），代表「總體負面評價」。CinemaScore調查的觀眾給《特種部隊》的平均評分為「B」（從A+到F）。

## 外部連結
- 官方网站
- 互联网电影数据库（IMDb）上《特種部隊》的资料（英文）
- Box Office Mojo上《特種部隊》的資料（英文）